# Johann Just von Berger
Johann Just von Berger, född 8 december 1723 i Celle, död 16 mars 1791 i Köpenhamn, var en tysk-dansk läkare.
Berger blev medicine doktor i Göttingen 1745 kallades till Danmark 1752, där han blev hovmedikus 1753 och livläkare 1774. Han var en framstående man som inte hade ringa betydelse i sin verksamhet för Botanisk Have, inrättandet av Frederiks Hospital, koppympningsanstalten, Det Kongelige Kirurgiske Akademi och genom sin delaktighet i utarbetandet av den danska farmakopén 1772. Han invaldes som ledamot av Vetenskapsakademien i Stockholm 1779.
Berger led mot slutet av liv av en svår öronsjukdom med yrsel och tilltagande dövhet. Han övertalade sin kollega Alexander Kølpin att genomföra en operation, trepanation av bendelen bakom örat, processus mastoideus. Denna operation fick dock dödlig utgång till följd av blodförgiftning och hjärninflammation. Dödsfallet fick så stor uppmärksamhet att denna operation ej utfördes under en lång följd av år.